# Mirai Nikki
Future Diary (未来日記 Mirai Nikki) er en japansk mangaserie skrevet og illustreret af Sakae Esuno. Mangaen gik i Kadokawa Shotens Shounen Ace mellem januar 2006 og december 2010 og blev sideløbende samlet i tolv bind. Mangaens rettigheder blev købt af Tokyopop, der udgav ti bind på engelsk. Det er imidlertid uvist om de to sidste bind også vil blive oversat, da Tokyopop har indstillet sine udgivelser af mangaer i Nordamerika.
Et pilotafsnit med anime baseret på mangaen, udkom sammen med det 11. bind i december 2010. Efterfølgende blev der lavet en egentlig animeserie af Asread, der blev sendt i Japan fra 10. oktober 2011. Funimation har erhvervet rettighederne til at distribuere den i Nordamerika. En tv-serie fik premiere 21. april 2012.